# 笠木忍
笠木 忍（かさぎ しのぶ、1980年7月28日 - ）は、日本のAV女優、漫画家。
東京都出身（郷里は青森県）。

## 略歴
2001年、単体デビュー。
インディーズの作品を中心に、数百本にのぼるAVに出演。ロリータ系のフェイスと天性のイジメられキャラで人気を呼び、長瀬愛、堤さやか、桃井望と共にインディーズ四天王とも呼ばれた。SMなどの、ハードなプレイの作品が多い。しかし、本人は少しだけMっ気がある程度で真性のマゾではないので、撮影のたびにいじめられるのは、かなり辛かったそうである。
寡黙な色白ロリータフェイスでありながら、身長165cm、BWH-85-62-88というキャラに似合わぬスタイルは、それまでのAV女優には見当たらなかった点でもあり、2001年頃は「インディーズNo. 1」とも呼ばれていた。
2004年4月4日に、一旦引退。事務職としてOL生活を送り、コアマガジンの雑誌で漫画家としても活動した。
2007年1月、ヌードモデルとして撮影会で本格的に復帰。2009年にアダルト業界から完全引退。
2011年6月18日、7年ぶりに単体AV女優として再び復帰。東日本大震災を復帰のきっかけの一つとして挙げている。
2014年末で所属事務所のバンビプロモーションを退所、フリーとなり、2015年から一旦は白米結（しらよね むすび）と改名するも、再び笠木忍名義で活動中。 
その後、一般企業でOLとして勤務している事や、治療院で施術師として就労しながら、「笠木会」と題してファンとのオフ会を定期的に開催していた。

## 人物
- 特技は料理。趣味は買い物。
- オタクっぽいところもあり、「『仮面ライダー』が好きだったのがきっかけで自動二輪免許をとった」、「好きなタイプは『ドラゴンボールZ』のトランクス君」等の発言がある。
- バイク雑誌『別冊モーターサイクリスト』に2度登場し（2003年4月号、2003年10月号）、ライディングギアメーカー「クシタニ」の創業者である櫛谷稔子（元社長で当時は会長）と対談。当時は中型（普通）自動二輪に乗っていたが、その後大型二輪免許も取得。AV引退後にバイク雑誌『チャンプU』にコーナーを持ち、自作の漫画を含め連載した。
- 活動休止後、2024年時点でもSNSにおいて活動を継続している。2024年のエイプリルフール（4月1日）にＸ（旧ツイッター）に、AV女優として再度復帰する事、新規作品の撮影は完了しており、2024年夏頃に販売の予定があることをエイプリルフールネタとして書き込んだ。その結果、多くのファンが再デビューを事実として受け止めてしまったことがXで確認された。

## 出演作品

### アダルトビデオ
2000年
- アブノーマルな女たち（5月19日、監督:高槻彰、ジャパンホームビデオ）他出演:江田かおり、西澤麻里、岡崎まゆ

2001年
- 撮ったぜ!! 放課後美少女H 笠木忍 Part.1（4月28日(DVD)/12月1日(VHS)、オーロラプロジェクト）
- 撮ったぜ!! 放課後美少女H 笠木忍 Part.2（4月28日(DVD)/12月1日(VHS)、オーロラ・プロジェクト）
- 体感ファックif...2（9月1日、桃太郎映像出版）
- Happy Date（9月10日、ワンズファクトリー）
- 制服女子校生監禁飼育 2（9月28日、笠倉出版社）共演:和見あい）
- みるスポ!（10月2日、みるきぃぷりん♪）
- 青い性欲（10月6日、監督: TOHJIRO、メーカー: ドグマ）
- いじめないで（10月31日、監督: シンプルSANO、メーカー: ロイヤル・アート）
- コスプレいじめられっ娘（11月9日、メーカー: メディアステーション）
- 制服エロトマニア 2（11月23日、監督: 雪村春樹、メーカー: シネマジック）
- 白い性欲（12月7日、監督: TOHJIRO、メーカー: ドグマ）
- Virtual Fuck -バーチャル ファック-（2001年、トキワコーポレーション）

2002年
- 女子校生強制わいせつ 26（1月15日、クリスタル映像）他出演:雪野あいか、黒沢リナ、和見あい
- REAL MODELS 20（2月1日、TMA）他出演:堤さやか、桃井望、うさみ恭香、長瀬愛、泉星香、川奈まり子、坂口華奈、宏岡みらい、松葉まどか、鏡麗子 他
- 強制フェラ奴隷2（4月9日、監督: 後藤孝樹、メーカー: SODクリエイト）
- 隷女計画（4月25日、監督: 前園桔平、メーカー: ロイヤル・アート）
- 女子校生猥褻美少女 PART.6（4月26日、月光）他出演:可憐
- 赤い性欲 笠木忍 ディレクターズロングバージョン完全版（5月6日、監督: TOHJIRO、メーカー: ドグマ）
- 譲れない... THE 我流オナニー 2（5月15日、ネクストイレブン）他出演:堤さやか、樹若菜、星梨沙、斗毯あこ、三森純菜、秋葉あずさ、桜木未来、白河桃子、桜田由加里
- 同級生 BEST FRIEND 森下くるみ・笠木忍（6月6日、共演:森下くるみ、監督: TOHJIRO、メーカー: ドグマ）
- ドリームウーマン DREAM WOMAN VOL.7 (7月19日、MOODYZ)
- 人気AV女優の私生活に迫る（7月19日、CHEERY）他出演:酒井里美
- Sex Mix Party 2（10月21日、h.m.p）共演:岡野美憂、双葉このみ、甘味いちご、樹若菜
- 裏 笠木忍 (11月20日、ケイ・エム・プロデュース)
- Premium (11月28日、ジャネス)
- B P T D-IDOL (11月28日、未来・フューチャー)
- THE アイドルオナニー∞ 自画撮りバージョン（12月13日、ロイヤルアート）他出演:笠木忍、酒井里美、清水しずか、早乙女つくし、竹内優美子、白川さやか

2003年
- ナース7人斬り（2月6日、アイエナジー）他6名出演
- 変態少女のオナニーの楽しみ方（2月23日、監督:福田しょうご、メーカー:ドグマ）
- 未公開秘蔵映像集 凌辱ALL MIX VOL.1（3月20日、アイエナジー）他出演:鮎川ともみ、三井エリ、小森詩、水島ちあき、水野奈菜、萩原さやか、白石亜梨沙、早川優香
- 少女淫交白書 H5 無垢な少女を汚す興奮 chapter2（4月4日、タカラ映像）他出演:岬じゅん、酒井里美、手塚美紗、内藤花苗
- 姉妹哀歌～薄幸の淫惑ラビリンス～ (4月5日、ディープス)共演:一色志乃
- 母娘陵辱レイプ（4月5日、監督:日比野正明、メーカー:ヒビノ）
- IDOL LES 4 (5月21日、ジャネス)共演:田畑百子
- おんなのこのおなにー 4（6月5日、ディープス）他多数出演
- ミニスカポリスアカデミー（7月19日、アイエナジー）共演:楠木さやか、倉本安奈
- 交尾エロ（11月10日、監督:大熊見一、メーカー:ドグマ）
- 素人倶楽部完全版 ヤッタゼー笠木忍（11月20日、オブテイン・フューチャー 素人倶楽部）

2004年
- レースクイーン逆ナンバス（1月22日、ディープス）共演:奈々瀬あい、原西美由、松沢はな、綾川萌
- おんなのこのおなにー 7（5月19日、ディープス）他出演:日向あみ、小倉杏、響乃えみる、松下可憐、松本恵美、宝生いずみ、綾瀬ルリ、吉沢ミズキ、白鳥るり、大森りり、天衣みつ、月乃あずみ
- 東京野外露出デート最高（5月20日、ホットエンターテイメント）他出演:菊池麗子、千野ひかり、中山りお、瀬戸沙里奈
- 綺麗なお姉さん最高級 II（5月20日、ホットエンターテイメント）他出演:林泉水、真中光、藤崎唯、木村紗恵、森咲小雪
- 蛇縛の拷問折檻2 静寂の嵐…（6月8日、アタッカーズ）共演:月咲舞、桜田さくら
- みるきぃHi-スクール。#130 (6月8日、みるきぃぷりん♪)
- アナルトランスDX（6月10日、監督: TOHJIRO、メーカー: ドグマ）
- 祝 引退（6月25日、レイディックス）
- Hなナースの時間外勤務（11月18日、アイエナジー）他出演:宮下杏菜、伊吹理沙、叶麗美、蒼吹雪

2008年
- 完全限定生産 SOFT ON DEMAND ClassicBox Platinum（10月9日、SODクリエイト）他出演:笠木忍、金沢文子、彩名杏子、桜菜々、三田友穂、樹若菜、森下くるみ、長瀬愛、堤さやか、宝来みゆき

2011年
- 笠木忍、復活! 完全版（9月7日、プレミアム)
- 淫乱ゲリラ露出狂SEX（9月19日、乱丸)
- 使い捨て♀かかし奴隷（9月22日、ナチュラルハイ)
- 笠木忍復活!女監督ハルナの過激でHなレズエステ（10月1日、ヴィ)
- 若妻レズビアン ～甘く淫靡な餌に誘われて～（10月7日、マドンナ）共演:浜崎りお
- 義母奴隷（10月13日、溜池ゴロー）
- 手を使わないごっくんフェラチオ（10月19日、ROOKIE）
- 笠木忍とレズれ!!～伝説のM女優・笠木忍vs業界屈指の痴女優・星優乃&宮村恋&ニューハーフ美少女・綾咲さやか本気喰い!!～（10月19日、エマニエル）
- 未亡人（10月20日、STAR PARADISE）
- 笠木忍がニューハーフに激潮吹かせ初レズ（10月25日、オペラ）共演:白鳥らん
- 隣に住んでいる美人若妻 ～誘惑接吻狂い～ 笠木忍 (10月25日、美）
- 露恥裏・絶対服従露出ゲーム～伝説の元美少女ロリ・笠木忍を大自然連れ回し一泊旅行ヤりたい放題!!～（11月1日、エマニエル）共演:倖田李梨
- 受付嬢in… ［脅迫スイートルーム］ Miss Reception Shinobu (25) 笠木忍 (11月15日、ドリームチケット)
- 禁断介護 (11月17日、グローリークエスト)
- 近親相姦 出戻り娘と義父 朝から晩までいやらしすぎる背徳セックスの日々 (11月19日、ヒビノ)
- 牝犬悦楽 野外お散歩調教 02 (11月20日、プールクラブ・エンタテインメント)
- リモコンバイブの虜 02 (11月20日、プールクラブ・エンタテインメント)他出演:野々宮ヒカル、松下美香、黒木唯香、鳴沢ともみ
- W女教師 レイプ 輪姦 (12月1日、MOODYZ)共演:青木玲
- 撮影現場入りした女優に打ち合わせなし!待ったなし!コンドームなし!即ハメSEX (12月1日、グローリークエスト)他出演:小倉ゆず、さとう遥希、霜月るな、仁科百華、ayami、希咲エマ
- 手込めにされ中出しされても義父に逆らえない新妻 (12月22日、ヒビノ)

2012年
- 真性中出し (1月1日、MOODYZ)
- 近親相姦 ノーブラ母さんの無防備なびぃちく (1月1日、VENUS)
- 時間よ止まれ! ファン感謝祭 笠木忍を止めてみませんか? (1月7日、V&Rプロダクツ)
- 挿れっぱなし (1月15日、ワープエンタテインメント)
- 艶百合 同性愛美熟女カップル熟視線濃厚接吻本物レズビアンセックス (2月1日、エマニエル)共演:倖田李梨 他出演:風間ゆみ、紫彩乃、杉原あゆ、浅倉彩音、細川まり、加山なつこ
- 笠木忍を陵辱して精飲させる (2月1日、中嶋興業)
- 黒人巨大マラ VS 元ロリアイドル 笠木忍 32歳 (2月10日、グローバルメディアエンタテインメント)
- ドリームウーマン85 特別版 (2月13日、MOODYZ)
- 笠木忍が狂ったように何度もイキまくる!有名熟女豪華共演絶頂潮吹き5P乱交ファック!! (2月13日、セレブの友)共演:横山みれい、浅倉彩音
- 俺の許可なく、絶対イクなッ!!!!! 早漏オンナをナマ殺す焦らし地獄のイキガマン (2月15日、ワープエンタテインメント)他出演:さとう遥希、鈴木凛々、桃音まみる、前田優希、秋吉ひな、小嶋ジュンナ、瀬乃ゆいか、西尾かおり、双葉みか、愛内希
- スーツでごっくん。滲み出る悩殺フェロモンフェラ。 (2月17日、SEX Agent)他出演:愛原さえ、宮瀬リコ、悠月舞、坂上ゆあ
- 理想のパンスト上司 (2月24日、Nadeshiko)
- 有名女優の洗ってないアソコをクンニさせてくれますか？（3月8日、V&Rプロダクツ）他出演:さとう遥希、 愛原さえ、希咲あや、朝桐光、羽月希
- 鬼フェラ地獄 XI (3月8日、レアル・ワークス)共演:悠月舞
- 人妻妄想れずびあん 2 (3月13日、U&K)共演:澤北優香
- 世界一と世界二のチ●ポに薬漬けされて白目むくまでガン突きFUCK!!! (3月15日、NON)
- 奴隷サーガ7 男装の隷人 (4月1日、シネマジック)
- 女が女を犯すとき…。 (4月1日、U&K)共演:澤北優香 他出演:小出遥、柳田やよい、大塚咲、浅倉彩音

他多数出演

### 写真集
- 桃花少女（2001年8月1日、大洋図書、撮影：日暮圭介）ISBN 978-4813004646
- MEMORIES（2001年10月13日、絵美寿出版、撮影：KAZU）ISBN 978-4756710345
- REAL（2001年12月15日、双葉社、撮影：倉繁利）ISBN 978-4575293159
- vita001（2002年5月1日、ぶんか社、撮影：浜田一喜）ISBN 978-4821124213
- KARAMI 12（2002年9月10日、三和出版、撮影：室岡浩一）ISBN 978-4883569229
- 笠木忍のSM 夢桃語（2002年11月10日、大洋図書）ISBN 978-4813006909
- 濡忍（2003年3月15日、三和出版）ISBN 978-4883569588
- 躍動感のあるヌードポーズ（デッサンラボシリーズ 2）（2008年7月1日、グラフィック社、監修：腰越恒夫）ISBN 978-4766119275